# NGC 7103
NGC 7103 ist eine elliptische Galaxie vom Hubble-Typ E1 im Sternbild Steinbock am Südsternhimmel. Sie ist schätzungsweise 437 Millionen Lichtjahre von der Milchstraße entfernt.
Das Objekt wurde im Jahre 1886 von Frank Muller entdeckt.